# شیردوش بدشانس
«شیردوش بدشانس» (انگلیسی: The Milker's Mishap) یک فیلم صامت کوتاه آمریکایی به کارگردانی جیمز اچ. وایت است که در سال ۱۸۹۷ منتشر شد. فیلم دربارهٔ یک شیردوش است که در حال دوشیدن یک گاو هلشتاین می‌باشد. گاو که خیلی سرحال و شنگول است به شیردوش و سطل شیر لگد پرتاب می‌کند. مرد شیردوش نزاع و درگیری چند مرد روستایی را مسبب این بدبیاری تصور می‌کند.